# Polythore procera
Polythore procera är en trollsländeart som först beskrevs av Selys 1869.  Polythore procera ingår i släktet Polythore och familjen Polythoridae. Inga underarter finns listade i Catalogue of Life.